# Bergamasco (Italië)
Bergamasco is een plaats in de Italiaanse provincie Alessandria (provincie). Ze ligt in de vlakte van stad Alessandria (stad), tegen de heuvels van Monferrato aan, op de linker oever van de rivier Belbo.
1. ↑  https://demo.istat.it/?l=it.